# MOTORWORKS
MOTORWORKS（モーターワークス）は、日本のバンドである。

## 経歴
2003年頃、当時Scudelia Electroのメンバーとして活動していた石田ショーキチを中心として、スタジオで往年のロックをカバーすることを目的としたバンドが前身。石田とアマチュア時代からの付き合いだったホリノブヨシ(modern grey)、Spiral Life時代のレーベルメイトで、友人であった黒沢健一（L⇔R）に、スピッツのプロデュースで知り合った田村明浩を加えた4人組として活動をスタート。
11月、Scudelia Electroのライヴにおいて、黒沢、田村らと（ホリは、当時Scudelia Electroのサポート）ビートルズの「Helter Skelter」などを披露。これに手応えを感じたメンバーは、本格的な活動を開始。
2004年7月28日に ドリーミュージック より、シングル2枚とアルバム1枚を3ヶ月連続リリース。
2005年3月2日にライヴDVDとシングルを同時リリース。
2014年4月に活動再開が告知され、活動休止中のホリのかわりに、6月7日の新宿LOFTでのライブよりウルフルズのサンコンJr.がメンバーに加入した。サンコンJr.の加入には、黒沢秀樹の口添えがあった。
2016年5月2日、石田による熊本地震へのトリビュートイベントに、MOTORWORKS 3/4 Specialとして出演。渡英中の黒沢健一に代わり、黒沢秀樹がボーカルを務めた。
2016年12月にメンバーである黒沢健一が逝去。公式ホームページに、写真と追悼文（英文）が掲載される。
2017年4月26日、アルバムとシングルの音源全てを収録した「MOTORWORKS 〜COMPLETE BEST〜」をリリース。石田がファンへアンケートを募り、メーカーと掛け合った末の再発決定とされる。
2023年9月2日、新代田Feverで行われたライヴ「石田ショーキチ30周年感謝祭「30 years appreciation」Day 2」で、新たにボーカルとして町田直隆を加えライヴ活動を再開。

## メンバー
- 石田ショーキチ（いしだ しょーきち、1968年4月12日 -）ボーカル、ギター、プログラミング。静岡県出身。
- 黒沢健一（くろさわ けんいち、1968年8月11日 - 2016年12月5日）ボーカル、ギター。茨城県出身。
- 田村明浩（たむら あきひろ、1967年5月31日 -）ベース、コーラス。静岡県出身。
- サンコンJr.（さんこんじゅにあ、1970年9月13日 -）ドラム、コーラス。大阪府出身。第2期から加入。
- 町田直隆(まちだなおたか1978年12月25日-)ボーカル、ギター。東京都出身。

### 活動休止中のメンバー
- 堀宜良（ホリノブヨシ）（1969年6月20日 -）ドラム。岡山県出身。

## ディスコグラフィー

### シングル
- SPEEDER（2004年7月28日）

1. SPEEDER
作詞・作曲/石田ショーキチ
TBS系列COUNT DOWN TVオープニングテーマ
2. Heat Wave （恋のヒートウェイヴ）
作詞・作曲/Brian Holland, Lamont Dozier and Edward Holland,Jr.
Martha＆The Vandellasのカバー。
3. SPEEDER -English Ver.-
作詞・作曲/石田ショーキチ

- Missing Piece（2004年8月25日）

1. Missing Piece
作詞・作曲/石田ショーキチ、黒沢健一
2. Reach Out I'll Be There
作詞/DOZIER LAMONT HERBERT、作曲/HOLLAND BRIAN
Four Topsのカバー
3. Missing Piece-Unplugged Ensemble-
作詞・作曲/石田ショーキチ、黒沢健一

- 1-2-3-4 MOTORWAY（2005年3月2日）

1. 1-2-3-4 MOTORWAY
作詞/石田ショーキチ、作曲/黒沢健一
2. プラスティック・ソング - Synthesized Remix -
作詞・作曲/黒沢健一

### アルバム
- BRAND-NEW MOTORWORKS（2004年9月29日）

1. The Slide
作詞/石田ショーキチ、作曲/MOTORWORKS
2. World One Sign
作詞/石田ショーキチ、作曲/黒沢健一
3. ステレオ・ラヴ
作詞・作曲/石田ショーキチ
4. 氷の空
作詞/石田ショーキチ、黒沢健一、作曲/黒沢健一
5. Missing Piece
作詞・作曲/石田ショーキチ、黒沢健一
6. F・A・T・M・L
作詞/黒沢健一、作曲/MOTORWORKS
7. SPEEDER
作詞・作曲/石田ショーキチ
8. (A Place Where) Love Goes Withered
作詞/石田ショーキチ、作曲/黒沢健一
9. コスモゼロ
作詞・作曲/石田ショーキチ
10. SATURDAY NIGHT
作詞・作曲/石田ショーキチ
11. The End
作詞/石田ショーキチ、作曲/黒沢健一

購入特典：配信限定楽曲「プラスティック・ソング」（「mora」より）
- MOTORWORKS 〜COMPLETE BEST〜（2017年4月26日）

アルバム「BRAND-NEW MOTORWORKS」とシングルの音源全てを収録。

### DVD
- BRAND-NEW MOTOR SHOW（2005年3月2日）

2004年12月18日にSHIBUYA AXにて行われたライブ、レコーディング風景、オフショット等収録。
1. OPENING
2. F・A・T・M・L
3. World One Sign
4. ステレオ・ラヴ
5. 氷の空
6. プラスティック・ソング
7. PALE ALE
黒沢健一のセルフカバー。
8. Dance To God
SPIRAL LIFE（石田が所属）のセルフカバー。
9. SPEEDER
10. The Slide
11. SATURDAY NIGHT
12. HEAT WAVE (恋はヒート・ウェイブ)
Martha＆The Vandellasのカバー。
13. The End
14. (A Place Where)Love Goes Withered
15. Missing Piece